# Carmel Valley Village
Carmel Valley Village és una concentració de població designada pel cens dels Estats Units a l'estat de Califòrnia. Segons el cens del 2000 tenia 4.700 habitants.

## Demografia
Segons el cens del 2000, Carmel Valley Village tenia 4.700 habitants, 1.963 habitatges, i 1.279 famílies. La densitat de població era de 95,1 habitants/km².
Dels 1.963 habitatges en un 26,6% hi vivien nens de menys de 18 anys, en un 54% hi vivien parelles casades, en un 7,7% dones solteres, i en un 34,8% no eren unitats familiars. En el 26% dels habitatges hi vivien persones soles el 9,7% de les quals corresponia a persones de 65 anys o més que vivien soles. El nombre mitjà de persones vivint en cada habitatge era de 2,39 i el nombre mitjà de persones que vivien en cada família era de 2,86.
Per edats la població es repartia de la següent manera: un 20,6% tenia menys de 18 anys, un 4,7% entre 18 i 24, un 22,5% entre 25 i 44, un 36,2% de 45 a 60 i un 16% 65 anys o més.
L'edat mediana era de 46 anys. Per cada 100 dones de 18 o més anys hi havia 92,2 homes.
La renda mediana per habitatge era de 70.799 $ i la renda mediana per família de 85.191 $. Els homes tenien una renda mediana de 56.083 $ mentre que les dones 37.406 $. La renda per capita de la població era de 42.991 $. Entorn del 3,1% de les famílies i el 3,9% de la població estaven per davall del llindar de pobresa.

## Poblacions més properes
El següent diagrama mostra les poblacions més properes.